# كوليجيوفي
كوليجيوفي هي كومونا تقع في مقاطعة ريتي في منطقة لاتيوم الإيطالية، تبعد هذه البلدية قرابة 50 كيلومتر (31 ميل) شمال شرق روما وحوالي 30 كيلومتر (19 ميل) جنوب شرق رييتي.
تقع كوليجوف على اطراف البلديات التالية: اسكريا و كولاتو سابينو و مارتشيتيلي و باغانيكو سابينو و بوتزاغيا سبينا و تورانيا.